# Jerusalem (inno)
And did those feet in ancient time (in inglese: "E quei piedi nei tempi antichi"), meglio conosciuto come Jerusalem (in inglese: "Gerusalemme"), è un inno inglese, scritto nel 1804 da William Blake come prefazione al proprio poema epico Milton e messo in musica da Sir Hubert Parry nel 1916. 

## Testo
Il testo è ispirato ad una leggenda apocrifa secondo cui, negli anni perduti, Gesù avrebbe compiuto un viaggio assieme allo zio Giuseppe di Arimatea a Glastonbury; inoltre vi è un riferimento al Libro dell'Apocalisse, in cui viene descritta la venuta della Gerusalemme celeste.

### Testo originale
| And did those feet in ancient time Walk upon England’s mountains green? And was the Holy Lamb of God On England’s pleasant pastures seen? And did the Countenance Divine Shine forth upon our clouded hills? And was Jerusalem builded here Among these dark Satanic Mills? Bring me my bow of burning gold! Bring me my arrows of desire! Bring me my spear! O clouds, unfold! Bring me my chariot of fire! I will not cease from mental fight, Nor shall my sword sleep in my hand, Till we have built Jerusalem In England’s green and pleasant land. |

### Traduzione
| E quei piedi nei tempi antichi Camminarono sulle verdi montagne d’Inghilterra? E fu visto il Santo Agnello di Dio Tra i piacevoli pascoli d’Inghilterra? E il Divino Volto Risplendette sulle nostre colline nebbiose? E fu costruita qui Gerusalemme Tra questi oscuri mulini satanici? Portatemi il mio arco di oro bruciante! Portatemi le mie frecce del desiderio! Portatemi la mia lancia! O nuvole, apritevi! Portatemi il mio carro di fuoco! Io non cesserò di combattere la battaglia spirituale, Né la mia spada sarà a riposo nella mia mano, Finché non avremo costruito Gerusalemme Nella verde e piacevole terra d’Inghilterra. |

## Cover

### Emerson, Lake & Palmer

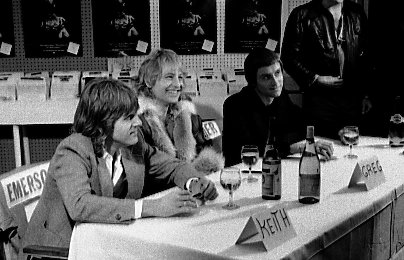
Emerson, Lake & Palmer

Molto nota è, senza dubbio, la cover del gruppo progressive rock inglese Emerson, Lake & Palmer. Il brano inizia col moog Apollo, il primo sintetizzatore polifonico che all'epoca era un prototipo.
Registrazioni
Gli ELP hanno registrato questo brano per la prima volta nel 1973, con una durata di 2:45, per l'album Brain Salad Surgery (da cui, subito dopo, fu estratto il singolo Jerusalem); poi l'anno seguente, con una durata di 2:54, per il triplo "live" Welcome Back, My Friends, to the Show That Never Ends e nel 1994, con una durata di 3:18, per la compilation Classic Rock featuring "Lucky Man".
Formazione
- Keith Emerson – tastiere
- Greg Lake – basso, voce
- Carl Palmer – batteria

### Altri artisti che hanno interpretato una cover diJerusalem(Lista parziale)
| - Colin Davis - Ambrosian Singers - Judy Collins - Mary Hopkin - Simple Minds - Debbie Burton - Billy Bragg - Lesley Garrett - G4 |

| - Wayne Horvitz - U2 - Russell Watson - Katherine Jenkins - Connie Talbot - Antonella Ruggiero - Susan Boyle - Supertramp - Jacob Collier |